# Вінсент Кеймер
Вінсент Кеймер (нім. Vincent Keymer, 15 листопада 2004, Майнц) — німецький шахіст, гросмейстер (2020).
Його рейтинг станом на січень 2025 року — 2733 (20-те — у світі, 1-ше серед шахістів Німеччини).

## Кар'єра
Вінсент Кеймер народився у Майнці (Німеччина), в місті, яке має довгу історію з проведення турнірів із швидких шахів і турнірів у Шахи-960. Грі в шахи його навчили батьки у віці п'яти років.
У віці 10 років Кеймер потрапив на обкладинку німецького шахового журналу «Schach Magazin» за вересень 2015 року, його називали найбільшим талантом Німеччини з часів Емануїла Ласкера.
Гаррі Каспаров у 2016 році назвав Кеймера «винятковим», тоді ж Кеймер у віці 11 років продемонстрував свій потенціал, розділивши друге-третє місця (з Володимиром Ветошком) на сильному опен-турнірі «Vienna Chess Open 2016».
У липні 2017 року Кеймер отримав звання міжнародного майстра виконавши останню третю норму.
Його тренував Петер Леко з Угорщини, який сам колись вважався «найперспективнішим вундеркіндом у світі».
У квітні 2018 року Вінсент Кеймер з результатом 8 очок з 9 можливих (+7-0=2) виграв опен-турнір «Grenke Chess Open» випередивши Антона Коробова та ще 48 гросмейстерів, у тому числі чотирьох гросмейстерів з рейтингом Ело вище 2700 (Ван Хао, Ріхард Раппорт, Дмитро Андрєйкін, Етьєн Бакро). Він виконав свою першу норму для звання гросмейстера у віці 13 років, та набравши на півтора очка більше, ніж потрібно для виконання норми гросмейстера.
Леонард Барден зазначив, що рейтинг продуктивності Кеймера (2798) був найвищим в історії серед гравців віком до 14 років, а «The Week in Chess» написали, що виступ Кеймера був «одним із найсенсаційніших результатів усіх часів».
У жовтні 2019 року Вінсент виконав останню третю норму, необхідну для звання гросмейстера, що зробило його наймолодшим німецький гросмейстером за історію шахів. Це звання було затверджено ФІДЕ на початку 2020 року.
У червні 2022 року Кеймер виграв турнір «Prague Chess Festival Challengers 2022» з результатом 6½ очок з 9 можливих та перемоги на тай-брейку над Ганса Німанна.
У грудні 2022 року з результатом 9½ очок з 13 можливих (+8-2=3) посів друге місце на чемпіонаті світу із швидких шахів, обігравши Фабіано Каруану та Яна Непомнящого.
У 2024 році став переможцем «Меморіалу Рубінштейна».
Він працював з Доммараджу Гукешем, допомігши йому виграти матч за звання чемпіона світу із шахів 2024 року.